# Potočani (Vukosavlje)
Pour les articles homonymes, voir Potočani.
Potočani (en serbe cyrillique : Поточани) est un village de Bosnie-Herzégovine. Il est situé dans la municipalité de Vukosavlje et dans la république serbe de Bosnie. Selon les premiers résultats du recensement bosnien de 2013, il compte 243 habitants.
Avant la guerre de Bosnie-Herzégovine, le village faisait entièrement partie de la municipalité d'Odžak ; après la guerre, son territoire a été partiellement rattaché la municipalité de Vukosavlje nouvellement créée et intégrée à la République serbe de Bosnie.

## Démographie

### Évolution historique de la population dans la localité
| 1948 | 1953 | 1961  | 1971  | 1981  | 1991  | 2013 |
| ---- | ---- | ----- | ----- | ----- | ----- | ---- |
| -    | -    | 1 971 | 2 193 | 2 277 | 2 250 | 243  |

|  |